# Chaetostoma albiflorum
Chaetostoma albiflorum là một loài thực vật có hoa trong họ Mua. Loài này được (Naudin) Koschnitzke & A.B. Martins mô tả khoa học đầu tiên năm 1999.